# División de Honor de rugby 2017-18
La División de Honor de rugby 2017-18 fue la 51.ª edición de la competición. En esta edición, la competición ha pasado a tener el nombre oficial de Liga Heineken por motivos de patrocinio. El torneo lo organiza la Federación Española de Rugby. La competición dio comienzo oficialmente el 15 de septiembre de 2017.
El 6 de mayo de 2018 tuvieron lugar las eliminatorias para optar a semifinales del título entre los clasificados de los puestos 3.º a 6.º. El 19 y 20 de mayo tuvieron lugar las semifinales, y el 26 de mayo de 2018 se enfrentaron en la final celebrada en el Nuevo Estadio Municipal José Zorrilla los equipos vallisoletanos, VRAC y El Salvador, resultando ganador el primero de ellos por octava vez en su historia.

## Sistema de competición
El sistema de competición es una liga regular a dos vueltas (partidos de ida y vuelta) de 12 equipos. Los seis mejores clasificados al finalizar las veintidós jornadas de temporada regular se jugarán el título en los play-offs. Primer y segundo clasificados accederán directamente a semifinales mientras que tercero, cuarto, quinto y sexto, jugarán una fase previa para acceder a ellas. Este sistema da un total de 22 jornadas de liga y ciento treinta y dos partidos, más cinco de play-off, además de un partido especial para dirimir el ascenso o descenso de categoría de uno de los equipos (jugado entre el undécimo de División de Honor y el segundo de División de Honor B).

### Sistema de puntuación
- Cada victoria suma 4 puntos.
- Cada empate suma 2 puntos.
- Cinco ensayos en un partido suma 1 punto de bonus ofensivo.
- Perder por una diferencia de siete puntos o inferior suma 1 punto de bonus defensivo.

### Ascensos y descensos
Desde la temporada 2011-2012 el sistema de ascensos y descensos es el siguiente:
- Descenso directo para el último clasificado al final de las veintidós jornadas.
- Promoción para el penúltimo clasificado al final de las veintidós jornadas.
- Ascenso directo del ganador de la eliminatoria de División de Honor B.
- Promoción de ascenso para el segundo clasificado de la eliminatoria.

## Equipos
| Equipo                    | Ciudad                                | Estadio                       | Entrenador                     |
| ------------------------- | ------------------------------------- | ----------------------------- | ------------------------------ |
| CR La Vila                | Villajoyosa, Alicante                 | Estadio El Pantano            | Hernán Quirelli                |
| Senor Independiente Rugby | Santander (Cantabria)                 | Campo de San Román            | Tristán Moziman                |
| SilverStorm El Salvador   | Valladolid                            | Campos de Pepe Rojo           | Juan Carlos Pérez              |
| VRAC Quesos Entrepinares  | Valladolid                            | Campos de Pepe Rojo           | Diego Merino                   |
| F.C. Barcelona            | Barcelona                             | La Teixonera                  | Javier Soler                   |
| UE Santboiana             | San Baudilio de Llobregat (Barcelona) | Estadi Baldiri Aleu           | Ricard Martinena Royo          |
| Sanitas Alcobendas Rugby  | Alcobendas (Madrid)                   | Campo de Las Terrazas         | José Ignacio "Tiki" Inchausti  |
| Complutense Cisneros      | Madrid                                | Estadio Nacional Complutense  | Daniel Vinuesa                 |
| AMPO Ordizia R.E.         | Ordicia (Guipúzcoa)                   | Estadio Municipal de Altamira | Iñigo Marotias Aritz Garmendia |
| Bizkaia Gernika R.T.      | Guernica y Luno (Vizcaya)             | Campo de Urbieta              | Eduardo Maidagan               |
| Getxo Artea R.T.          | Guecho (Vizcaya)                      | Campo de Rugby Fadura         | Simon Hafoka                   |
| Hernani C.R.E.            | Hernani (Guipúzcoa)                   | Landare Toki                  | Patrick Polidori               |

### Equipos por comunidades autónomas
Como en casi todas las competiciones oficiales de rugby en España, se puede apreciar como la mayoría de los equipos pertenecen a zonas del Norte de España, aspecto que esta temporada será relativamente mitigado por el regreso a la máxima categoría del CR La Vila de Villajoyosa, Alicante, en detrimento del andaluz Ciencias Fundación Cajasol.
| Comunidad autónoma  | N.º | Equipos                                                                | Mapa |
| ------------------- | --- | ---------------------------------------------------------------------- | --- |
| País Vasco          | 4   | Getxo Artea R.T. Bizkaia Gernika R.T. AMPO Ordizia R.E. Hernani C.R.E. | Getxo Artea R.T. Bizkaia Gernika R.T. Hernani C.R.E. UE Santboiana Complutense Cisneros C.R La Vila AMPO Ordizia R.E. Sanitas Alcobendas Rugby F.C. Barcelona VRAC Quesos Entrepinares SilverStorm El Salvador Senor Independiente Rugby |
| Comunidad de Madrid | 2   | Complutense Cisneros Sanitas Alcobendas Rugby                          | Getxo Artea R.T. Bizkaia Gernika R.T. Hernani C.R.E. UE Santboiana Complutense Cisneros C.R La Vila AMPO Ordizia R.E. Sanitas Alcobendas Rugby F.C. Barcelona VRAC Quesos Entrepinares SilverStorm El Salvador Senor Independiente Rugby |
| Castilla y León     | 2   | SilverStorm El Salvador VRAC Quesos Entrepinares                       | Getxo Artea R.T. Bizkaia Gernika R.T. Hernani C.R.E. UE Santboiana Complutense Cisneros C.R La Vila AMPO Ordizia R.E. Sanitas Alcobendas Rugby F.C. Barcelona VRAC Quesos Entrepinares SilverStorm El Salvador Senor Independiente Rugby |
| Cataluña            | 2   | F.C. Barcelona UE Santboiana                                           | Getxo Artea R.T. Bizkaia Gernika R.T. Hernani C.R.E. UE Santboiana Complutense Cisneros C.R La Vila AMPO Ordizia R.E. Sanitas Alcobendas Rugby F.C. Barcelona VRAC Quesos Entrepinares SilverStorm El Salvador Senor Independiente Rugby |
| Valencia            | 1   | CR La Vila                                                             | Getxo Artea R.T. Bizkaia Gernika R.T. Hernani C.R.E. UE Santboiana Complutense Cisneros C.R La Vila AMPO Ordizia R.E. Sanitas Alcobendas Rugby F.C. Barcelona VRAC Quesos Entrepinares SilverStorm El Salvador Senor Independiente Rugby |
| Cantabria           | 1   | Senor Independiente Rugby                                              | Getxo Artea R.T. Bizkaia Gernika R.T. Hernani C.R.E. UE Santboiana Complutense Cisneros C.R La Vila AMPO Ordizia R.E. Sanitas Alcobendas Rugby F.C. Barcelona VRAC Quesos Entrepinares SilverStorm El Salvador Senor Independiente Rugby |

## Clasificación
Actualizado a últimos partidos disputados el 25 de marzo de 2018. (19.ª Jornada)
|     | Equipos                   | PJ | PG | PE | PP | GF  | GC  | DT   | EF  | EC  | BO | BD | Pts |
| --- | ------------------------- | -- | -- | -- | -- | --- | --- | ---- | --- | --- | -- | -- | --- |
| 1.  | VRAC Quesos Entrepinares  | 19 | 18 | 0  | 1  | 722 | 381 | +341 | 97  | 46  | 14 | 1  | 87  |
| 2.  | SilverStorm El Salvador   | 19 | 17 | 0  | 2  | 751 | 342 | +409 | 108 | 39  | 16 | 1  | 85  |
| 3.  | Sanitas Alcobendas Rugby  | 19 | 14 | 1  | 4  | 637 | 356 | +281 | 85  | 43  | 12 | 3  | 73  |
| 4.  | Senor Independiente Rugby | 19 | 11 | 0  | 8  | 621 | 559 | +62  | 81  | 74  | 15 | 5  | 64  |
| 5.  | AMPO Ordizia R.E.         | 19 | 10 | 1  | 8  | 626 | 502 | +124 | 74  | 69  | 10 | 5  | 57  |
| 6.  | UE Santboiana             | 19 | 9  | 0  | 10 | 512 | 508 | +4   | 74  | 69  | 11 | 5  | 52  |
| 7.  | F.C. Barcelona            | 19 | 8  | 0  | 11 | 491 | 558 | -67  | 64  | 77  | 10 | 2  | 44  |
| 8.  | Bizkaia Gernika R.T       | 19 | 8  | 0  | 11 | 348 | 455 | -107 | 47  | 55  | 4  | 3  | 39  |
| 9.  | Complutense Cisneros      | 19 | 7  | 0  | 12 | 557 | 617 | -60  | 76  | 83  | 10 | 1  | 39  |
| 10. | CR La Vila                | 19 | 6  | 0  | 13 | 377 | 518 | -141 | 54  | 72  | 6  | 4  | 34  |
| 11. | Hernani C.R.E.            | 19 | 4  | 0  | 15 | 316 | 630 | -314 | 46  | 89  | 5  | 4  | 25  |
| 12. | Getxo Artea R.T.          | 19 | 1  | 0  | 18 | 322 | 854 | -532 | 41  | 131 | 6  | 3  | 13  |

Pts = Puntos totales; PJ = Partidos Jugados; G = Partidos Ganados; E = Partidos Empatados; P = Partidos Perdidos; GF = Goles a favor; GC = Goles en contra; DT = Diferencia de goles; EF = Ensayos a favor; EF = Ensayos en contra; BO = Bonus ofensivos; BD = Bonus defensivos
|  | Clasificados directamente a semifinales de la eliminatoria por el título |
|  | Clasificados para el play off por el título                              |
|  | Promoción de descenso a División de Honor B                              |
|  | Descenso a División de Honor B                                           |
|  | Campeón 2017/18                                                          |

## Resultados
Los horarios corresponden a la CET (Hora Central Europea) UTC+1 en horario estándar y UTC+2 en horario de verano.

### Fase regular

#### Primera vuelta
| Hernani CRE              | 22 - 28 | CR Complutense Cisneros | Campo de Landare Toki         | 16 de septiembre | 17:00 |
| Getxo Artea RT           | 12 - 26 | Bizkaia Gernika RT      | Campo de Fadura               | 17 de septiembre | 12:00 |
| AMPO Ordizia RE          | 23 - 44 | Alcobendas Rugby        | Estadio Municipal de Altamira | 17 de septiembre | 12:00 |
| UE Santboiana            | 32 - 35 | Independiente RC        | Estadi Baldiri Aleu           | 17 de septiembre | 12:00 |
| CR La Vila               | 21 - 36 | CR El Salvador          | Campo del Pantano             | 17 de septiembre | 12:00 |
| VRAC Quesos Entrepinares | 35 - 18 | FC Barcelona            | Campos de Pepe Rojo           | 17 de septiembre | 12:30 |

| FC Barcelona       | 36 - 11 | CR La Vila               | Campo de La Teixonera | 24 de septiembre | 12:00 |
| Hernani CRE        | 17 - 45 | VRAC Quesos Entrepinares | Landare Toki          | 24 de septiembre | 12:00 |
| Bizkaia Gernika RT | 15 - 13 | CR Complutense Cisneros  | Campo de Urbieta      | 24 de septiembre | 12:30 |
| Alcobendas Rugby   | 70 - 10 | Getxo Artea RT           | Campo de Las Terrazas | 24 de septiembre | 12:30 |
| Independiente RC   | 36 - 37 | AMPO Ordizia RE          | Campo de San Román    | 24 de septiembre | 12:30 |
| CR El Salvador     | 40 - 12 | UE Santboiana            | Campos de Pepe Rojo   | 24 de septiembre | 12:30 |

| Getxo Artea RT           | 28 - 34 | Independiente RC        | Campo de Fadura               | 30 de septiembre | 17:00 |
| Alcobendas Rugby         | 24 - 16 | CR Complutense Cisneros | Campo de Las Terrazas         | 30 de septiembre | 18:00 |
| FC Barcelona             | 62 - 12 | Hernani CRE             | Campo de La Teixonera         | 1 de octubre     | 12:00 |
| AMPO Ordizia RE          | 34 - 39 | CR El Salvador          | Estadio Municipal de Altamira | 1 de octubre     | 12:00 |
| CR La Vila               | 24 - 17 | UE Santboiana           | Campo del Pantano             | 1 de octubre     | 12:00 |
| VRAC Quesos Entrepinares | 48 - 12 | Bizkaia Gernika RT      | Campos de Pepe Rojo           | 1 de octubre     | 12:30 |

| Hernani CRE        | 36 - 26 | CR La Vila               | Estadio Landare Toki | 8 de octubre | 12:00 |
| Bizkaia Gernika RT | 21 - 29 | FC Barcelona             | Campo de Urbieta     | 8 de octubre | 12:00 |
| UE Santboiana      | 29 - 22 | AMPO Ordizia RE          | Estadi Baldiri Aleu  | 8 de octubre | 12:00 |
| Alcobendas Rugby   | 29 - 30 | VRAC Quesos Entrepinares | Campo Las Terrazas   | 8 de octubre | 12:30 |
| Independiente RC   | 40 - 29 | CR Complutense Cisneros  | Campo de San Román   | 8 de octubre | 12:30 |
| CR El Salvador     | 94 - 7  | Getxo Artea RT           | Campos de Pepe Rojo  | 8 de octubre | 12:30 |

| FC Barcelona]            | 7 - 34  | Alcobendas Rugby   | Campo de La Teixonera | 21 de octubre | 16:30 |
| Hernani CRE              | 11 - 16 | Bizkaia Gernika RT | Campo de Landare Toki | 22 de octubre | 12:00 |
| Getxo Artea RT           | 3 - 39  | UE Santboiana      | Campo de Fadura       | 22 de octubre | 12:00 |
| CR La Vila               | 24 - 35 | AMPO Ordizia RE    | Estadio de Altamira   | 22 de octubre | 12:00 |
| VRAC Quesos Entrepinares | 32 - 21 | Independiente RC   | Campos de Pepe Rojo   | 22 de octubre | 12:30 |
| CR Complutense Cisneros  | 40 - 52 | CR El Salvador     | Estadio Central       | 22 de octubre | 12:30 |

| AMPO Ordizia RE    | 61 - 14 | Getxo Artea RT           | Campo de Altamira     | 28 de octubre | 16:00 |
| Bizkaia Gernika RT | 27 - 21 | CR La Vila               | Campo de Urbieta      | 29 de octubre | 12:00 |
| Independiente RC   | 32 - 38 | FC Barcelona             | Campo de San Román    | 29 de octubre | 12:00 |
| Alcobendas Rugby   | 41 - 12 | Hernani CRE              | Campo de las Terrazas | 29 de octubre | 12:30 |
| CR El Salvador     | 14 - 16 | VRAC Quesos Entrepinares | Campos de Pepe Rojo   | 29 de octubre | 12:30 |
| UE Santboiana      | 41 - 22 | CR Complutense Cisneros  | Estadi Baldiri Aleu   | 29 de octubre | 12:30 |

| CR Complutense Cisneros  | 25 - 35 | AMPO Ordizia RE  | Estadi Baldiri Aleu   | 4 de noviembre | 16:30 |
| Hernani CRE              | 31 - 29 | Independiente RC | Campo de Landere Toki | 5 de noviembre | 12:00 |
| FC Barcelona             | 15 - 31 | CR El Salvador   | Campo de La Teixonera | 5 de noviembre | 12:00 |
| CR La Vila               | 52 - 19 | Getxo Artea RT   | Campo del Pantano     | 5 de noviembre | 12:00 |
| Bizkaia Gernika RT       | 10 - 11 | Alcobendas Rugby | Campo de Urbieta      | 5 de noviembre | 12:30 |
| VRAC Quesos Entrepinares | 49 - 32 | UE Santboiana    | Campos de Pepe Rojo   | 5 de noviembre | 12:30 |

| CR El Salvador   | 49 - 7  | Hernani CRE              | Campos de Pepe Rojo   | 11 de noviembre | 16:30 |
| Getxo Artea RT   | 0 - 64  | CR Complutense Cisneros  | Estadio de Fadura     | 11 de noviembre | 17:00 |
| Independiente RC | 48 - 26 | Bizkaia Gernika RT       | Campo de San Román    | 12 de noviembre | 12:00 |
| UE Santboiana    | 32 - 24 | FC Barcelona             | Estadi Baldiri Aleu   | 12 de noviembre | 12:00 |
| Alcobendas Rugby | 29 - 12 | CR La Vila               | Campo de Las Terrazas | 12 de noviembre | 12:30 |
| AMPO Ordizia RE  | 30 - 41 | VRAC Quesos Entrepinares | Estadio de Altamira   | 12 de noviembre | 12:30 |

| Bizkaia Gernika RT       | 12 - 22 | CR El Salvador          | Campo de Urbieta      | 25 de noviembre | 16:00 |
| Independiente RC         | 35 - 27 | Alcobendas Rugby        | Campo de San Román    | 26 de noviembre | 12:00 |
| Hernani CRE              | 0 - 5   | UE Santboiana           | Campo de Landare Toki | 26 de noviembre | 12:00 |
| FC Barcelona             | 34 - 19 | AMPO Ordizia RE         | Campo de La Teixonera | 26 de noviembre | 12:00 |
| VRAC Quesos Entrepinares | 50 - 14 | Getxo Artea RT          | Campos de Pepe Rojo   | 26 de noviembre | 12:30 |
| CR La Vila               | 19 - 22 | CR Complutense Cisneros | Campo del Pantano     | 26 de noviembre | 12:30 |

| CR Complutense Cisneros | 10 - 57 | VRAC Quesos Entrepinares | Estadio Central     | 2 de diciembre | 16:00 |
| CR La Vila              | 29 - 31 | Independiente RC         | Estadio El Pantano  | 3 de diciembre | 12:00 |
| UE Santboiana           | 42 - 20 | Bizkaia Gernika RT       | Estadi Baldiri Aleu | 3 de diciembre | 12:00 |
| AMPO Ordizia RE         | 42 - 12 | Hernani CRE              | Estadio de Altamira | 3 de diciembre | 12:00 |
| CR El Salvador          | 32 - 28 | Alcobendas Rugby         | Campo del Pantano   | 3 de diciembre | 12:30 |
| Getxo Artea RT          | 37 - 22 | FC Barcelona             | Campo de Fadura     | 3 de diciembre | 12:30 |

| Bizkaia Gernika RT       | 19 - 17 | AMPO Ordizia RE         | Campo de Urbieta      | 9 de diciembre  | 16:00 |
| FC Barcelona             | 45 - 30 | CR Complutense Cisneros | Campo de La Teixonera | 9 de diciembre  | 16:30 |
| Hernani CRE''            | 33 - 0  | Getxo Artea RT          | Campo de Landare Toki | 10 de diciembre | 12:00 |
| Independiente RC         | 8 - 29  | CR El Salvador          | Campo de San Román    | 10 de diciembre | 12:30 |
| Alcobendas Rugby         | 46 - 22 | UE Santboiana           | Campo de Dehesa Boyal | 10 de diciembre | 12:30 |
| VRAC Quesos Entrepinares | 54 - 19 | CR La Vila              | Campos de Pepe Rojo   | 10 de diciembre | 12:30 |

#### Segunda vuelta
| Bizkaia Gernika RT      | 19 - 14 | Getxo Artea RT           | Campo de Urbieta      | 16 de diciembre | 16:00 |
| Alcobendas Rugby        | 24 - 24 | AMPO Ordizia RE          | Campo de Dehesa Boyal | 16 de diciembre | 16:00 |
| FC Barcelona            | 31 - 42 | VRAC Quesos Entrepinares | Campo de La Teixonera | 17 de diciembre | 12:00 |
| Independiente RC        | 32 - 31 | UE Santboiana            | Campo de San Román    | 17 de diciembre | 12:00 |
| CR Complutense Cisneros | 42 - 25 | Hernani CRE              | Estadio Central       | 17 de diciembre | 12:30 |
| CR El Salvador          | 42 - 0  | CR La Vila               | Campos de Pepe Rojo   | 17 de diciembre | 12:30 |

| CR La Vila               | 22 - 21 | FC Barcelona       | Campo El Pantano    | 7 de enero  | 12:00 |
| UE Santboiana            | 23 - 28 | CR El Salvador     | Estadi Baldiri Aleu | 7 de enero  | 12:00 |
| VRAC Quesos Entrepinares | 53 - 0  | Hernani CRE        | Campos de Pepe Rojo | 7 de enero  | 12:30 |
| Getxo Artea RT           | 17 - 29 | Alcobendas Rugby   | Estadio de Fadura   | 27 de enero | 16:00 |
| CR Complutense Cisneros  | 39 - 26 | Bizkaia Gernika RT | Estadio Central     | 27 de enero | 16:00 |
| AMPO Ordizia RE          | 27 - 26 | Independiente RC   | Campo de Altamira   | 28 de enero | 12:30 |

| Hernani CRE             | 20 - 0  | FC Barcelona             | Campo de Landare Toki | 14 de enero | 12:00 |
| Bizkaia Gernika RT      | 8 - 14  | VRAC Quesos Entrepinares | Campo de Urbieta      | 14 de enero | 12:00 |
| Independiente RC        | 46 - 31 | Getxo Artea RT           | Campo de San Román    | 14 de enero | 12:00 |
| UE Santboiana           | 27 - 8  | CR La Vila               | Estadi Baldiri Aleu   | 14 de enero | 12:00 |
| CR Complutense Cisneros | 15 - 29 | Alcobendas Rugby         | Estadio Central       | 14 de enero | 12:30 |
| CR El Salvador          | 26 - 23 | AMPO Ordizia RE          | Campos de Pepe Rojo   | 14 de enero | 13:00 |

| Getxo Artea RT           | 10 - 48 | CR El Salvador     | Campo de Fadura       | 20 de enero | 16:00 |
| CR Complutense Cisneros  | 26 - 43 | Independiente RC   | Campo Paraninfo       | 20 de enero | 17:15 |
| FC Barcelona             | 30 - 17 | Bizkaia Gernika RT | Campo de La Teixonera | 21 de enero | 11:30 |
| CR La Vila               | 24 - 8  | Hernani CRE        | Estadio El Pantano    | 21 de enero | 12:00 |
| AMPO Ordizia RE          | 35 - 14 | UE Santboiana      | Estadio de Altamira   | 21 de enero | 12:00 |
| VRAC Quesos Entrepinares | 25 - 22 | Alcobendas Rugby   | Campo de Pepe Rojo    | 21 de enero | 12:30 |

| Alcobendas Rugby   | 64 - 12 | FC Barcelona             | Campo de Dehesa Boyal | 3 de febrero | 13:30 |
| UE Santboiana      | 59 - 33 | Getxo Artea RT           | Estadi Baldiri Aleu   | 3 de febrero | 14:00 |
| Bizkaia Gernika RT | 23 - 20 | Hernani CRE              | Campo de Urbieta      | 3 de febrero | 16:00 |
| Independiente RC   | 17 - 27 | VRAC Quesos Entrepinares | Campo de San Román    | 3 de febrero | 16:00 |
| CR El Salvador     | 56 - 22 | CR Complutense Cisneros  | Campos de Pepe Rojo   | 3 de febrero | 16:00 |
| AMPO Ordizia RE    | 32 - 0  | CR La Vila               | Estadio de Altamira   | 3 de febrero | 16:00 |

| Getxo Artea RT           | 28 - 38 | AMPO Ordizia RE    | Campo de Fadura       | 24 de febrero | 16:00 |
| CR La Vila               | 23 - 7  | Bizkaia Gernika RT | Campo El Pantano      | 25 de febrero | 12:00 |
| Hernani CRE              | 5 - 34  | Alcobendas Rugby   | Campo Landare Toki    | 25 de febrero | 12:00 |
| FC Barcelona             | 31 - 37 | Independiente RC   | Campo de La Teixonera | 25 de febrero | 12:00 |
| CR Complutense Cisneros  | 45 - 14 | UE Santboiana      | Estadio Central       | 25 de febrero | 12:00 |
| VRAC Quesos Entrepinares | 32 - 13 | CR El Salvador     | Campo de Pepe Rojo    | 25 de febrero | 12:30 |

| AMPO Ordizia RE  | 37 - 21 | CR Complutense Cisneros  | Campo de Altamira     | 3 de marzo | 17:00 |
| Alcobendas Rugby | 31 - 29 | Bizkaia Gernika RT       | Campo de Dehesa Boyal | 4 de marzo | 12:00 |
| Independiente RC | 61 - 33 | Hernani CRE              | Campo de San Román    | 4 de marzo | 12:00 |
| UE Santboiana    | 29 - 26 | VRAC Quesos Entrepinares | Estadi Baldiri Aleu   | 4 de marzo | 12:00 |
| CR El Salvador   | 50 - 20 | FC Barcelona             | Campos de Pepe Rojo   | 4 de marzo | 12:30 |
| Getxo Artea RT   | 18 - 22 | CR La Vila               | Campo de Fadura       | 4 de marzo | 13:00 |

| FC Barcelona             | 16 - 12 | UE Santboiana    | Campo de La Teixonera | 24 de marzo | 12:00 |
| Bizkaia Gernika RT       | 15 - 10 | Independiente RC | Campo de Urbieta      | 24 de marzo | 16:00 |
| Hernani CRE              | 12 - 40 | CR El Salvador   | Campo Landare Toki    | 24 de marzo | 16:00 |
| CR Complutense Cisneros  | 48 - 27 | Getxo Artea RT   | Estadio Central       | 24 de marzo | 17:00 |
| CR La Vila               | 20 - 21 | Alcobendas Rugby | Campo de «El Pantano» | 25 de marzo | 12:00 |
| VRAC Quesos Entrepinares | 46 - 45 | AMPO Ordizia RE  | Campo de Pepe Rojo    | 25 de marzo | 12:30 |

## Resultados en detalle

### Cuadro de resultados
| Clubs         | AlcR  | AORE  | IRC   | BGRT  | CRC   | CRES  | CRLV  | FCB   | GART  | HCRE  | UES   | VRAC  |
| ------------- | ----- | ----- | ----- | ----- | ----- | ----- | ----- | ----- | ----- | ----- | ----- | ----- |
| Alcobendas    |       | 24-24 | -     | 31-29 | 24-16 | -     | 29-12 | 64-12 | 70-10 | 41-12 | 46-22 | 29-30 |
| Ordizia       | 23-44 |       | 27-26 | -     | 37-21 | 34-39 | 32-0  | -     | 61-14 | 52-12 | 35-14 | 30-41 |
| Independiente | 35-27 | 36-37 |       | 48-26 | 40-29 | 8-29  | -     | 32-38 | 46-31 | 61-33 | 32-31 | 17-27 |
| Gernika       | 10-11 | 15-10 | 19-17 |       | 15-13 | 12-22 | 27-21 | 21-29 | 19-14 | 23-20 | -     | 8-14  |
| Cisneros      | 15-29 | 26-43 | 25-35 | 39-26 |       | 40-62 | -     | -     | 48-27 | 42-25 | 45-14 | 10-57 |
| El Salvador   | 32-28 | -     | 26-23 | -     | 56-22 |       | 42-0  | 50-20 | 94-7  | 49-7  | 40-12 | 14-16 |
| La Vila       | 20-21 | 29-31 | 24-35 | 23-7  | 19-22 | 21-36 |       | 22-21 | 52-19 | 24-8  | 24-17 | -     |
| FC Barcelona  | 7-34  | 31-37 | 34-19 | 30-17 | 45-30 | 15-31 | 36-11 |       | -     | 62-12 | 16-12 | 31-42 |
| Getxo         | 17-29 | 28-34 | 28-38 | 12-26 | 0-64  | 10-48 | 18-22 | 37-22 |       | -     | 3-39  | -     |
| Hernani       | 5-34  | 31-29 | -     | 11-16 | 22-28 | 12-40 | 36-26 | 20-0  | 33-0  |       | 0-5   | 17-45 |
| Santboiana    | -     | 32-35 | 29-22 | 42-20 | 41-22 | 23-28 | 27-8  | 32-24 | 59-33 | -     |       | 29-26 |
| Valladolid    | 25-22 | 32-21 | 46-45 | 48-12 | -     | 32-13 | 54-19 | 35-18 | 50-14 | 53-0  | 49-32 |       |